# Hugh Ross (brydżysta)
Hugh Ross (1937–2017) – amerykański brydżysta, World Grand Master (WBF).

## Wyniki brydżowe

### Olimpiady
Na olimpiadach uzyskał następujące rezultaty:
| Olimpiady Brydżowe. Zawody teamów | Olimpiady Brydżowe. Zawody teamów | Olimpiady Brydżowe. Zawody teamów | Olimpiady Brydżowe. Zawody teamów | Olimpiady Brydżowe. Zawody teamów | Olimpiady Brydżowe. Zawody teamów |
| Rok                               | Miejsce                           | Zawody                            | Kategoria                         | Drużyna                           | Pozycja                           |
| --------------------------------- | --------------------------------- | --------------------------------- | --------------------------------- | --------------------------------- | --------------------------------- |
| 1976                              | Monte Carlo                       | 5. Olimpiada Teamów               | Open                              | USA                               | 7                                 |

### Zawody światowe
W światowych zawodach zdobył następujące lokaty:
| Mistrzostwa Świata. Konkurencja teamów | Mistrzostwa Świata. Konkurencja teamów | Mistrzostwa Świata. Konkurencja teamów | Mistrzostwa Świata. Konkurencja teamów | Mistrzostwa Świata. Konkurencja teamów | Mistrzostwa Świata. Konkurencja teamów |
| Rok                                    | Miejsce                                | Zawody                                 | Kategoria                              | Drużyna                                | Pozycja                                |
| -------------------------------------- | -------------------------------------- | -------------------------------------- | -------------------------------------- | -------------------------------------- | -------------------------------------- |
| 2002                                   | Montreal                               | 11 Mistrzostwa Świata                  | Open                                   | Morse                                  | 33                                     |
| 1989                                   | Perth                                  | 29. Mistrzostwa Świata Teamów          | Open                                   | USA                                    | 2                                      |
| 1987                                   | Ocho Rios                              | 28. Mistrzostwa Świata Teamów          | Open                                   | USA                                    | 1                                      |
| 1985                                   | São Paulo                              | 27. Mistrzostwa Świata Teamów          | Open                                   | USA                                    | 1                                      |
| 1982                                   | Biarritz                               | 6 Mistrzostwa Świata                   | Open                                   | Martel                                 | 2                                      |
| 1977                                   | Manila                                 | 23. Mistrzostwa Świata Teamów          | Open                                   | Obrońcy Tytułu                         | 2                                      |
| 1976                                   | Monte Carlo                            | 22. Mistrzostwa Świata Teamów          | Open                                   | North America                          | 1                                      |

| Mistrzostwa Świata. Konkurencja par | Mistrzostwa Świata. Konkurencja par | Mistrzostwa Świata. Konkurencja par | Mistrzostwa Świata. Konkurencja par | Mistrzostwa Świata. Konkurencja par | Mistrzostwa Świata. Konkurencja par |
| Rok                                 | Miejsce                             | Zawody                              | Kategoria                           | Partner                             | Pozycja                             |
| ----------------------------------- | ----------------------------------- | ----------------------------------- | ----------------------------------- | ----------------------------------- | ----------------------------------- |
| 2002                                | Montreal                            | 11 Mistrzostwa Świata               | Open                                | Dan Morse                           | 88                                  |
| 1982                                | Biarritz                            | 2 Mistrzostwa Świata                | Open                                | Peter Pender                        | 25                                  |

| Mistrzostwa Świata. Konkurencja indywidualna | Mistrzostwa Świata. Konkurencja indywidualna | Mistrzostwa Świata. Konkurencja indywidualna | Mistrzostwa Świata. Konkurencja indywidualna | Mistrzostwa Świata. Konkurencja indywidualna | Mistrzostwa Świata. Konkurencja indywidualna |
| Rok                                          | Miejsce                                      | Zawody                                       | Kategoria                                    | Pozycja                                      |                                              |
| -------------------------------------------- | -------------------------------------------- | -------------------------------------------- | -------------------------------------------- | -------------------------------------------- | -------------------------------------------- |
| 1994                                         | Paryż                                        | 2. Indywidualne Mistrzostwa Świata           | Open                                         | 38                                           |                                              |

## Klasyfikacja
- Hugh Ross – klasyfikacja WBF (ang.)